# Nitrito

Un diagrama de resonancia, que muestra que los enlaces de N-O en el ion nitrito tienen un orden de enlace de alrededor de 1,5; dejando gran parte de la carga negativa simple compartida entre los átomos de oxígeno terminales.

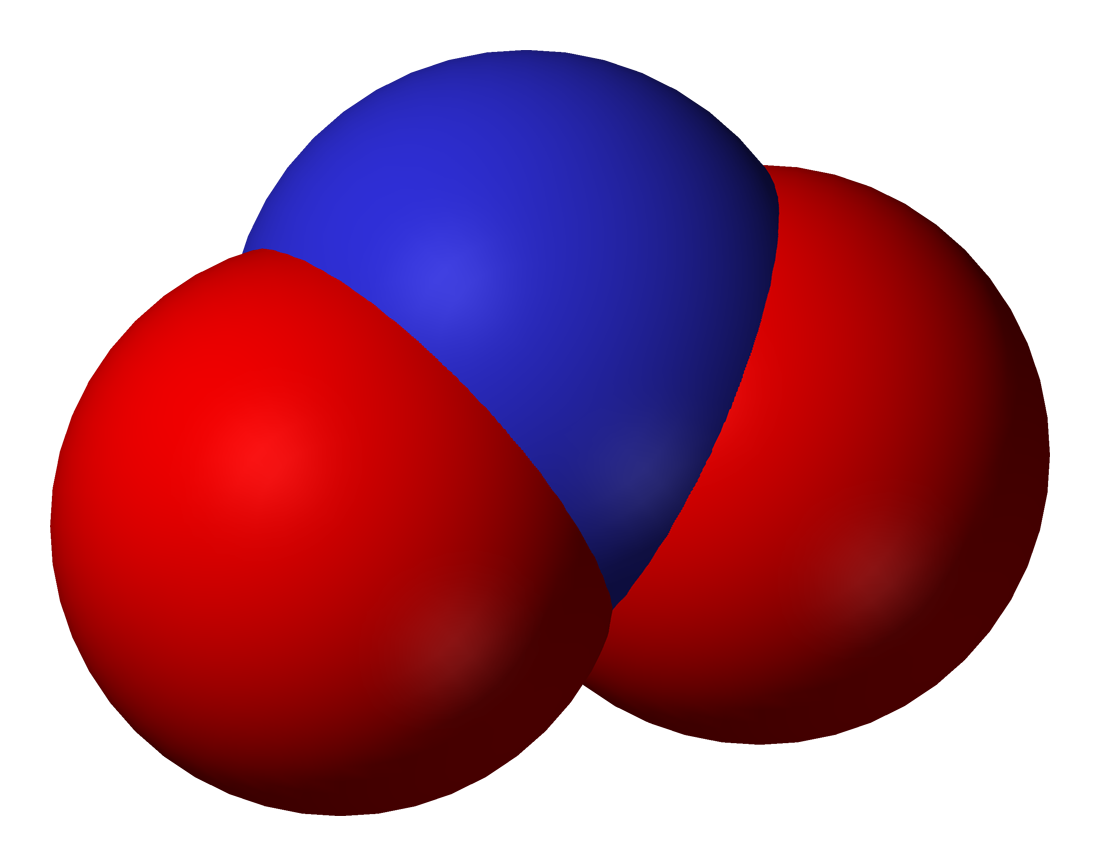
Modelo CPK de NO_{2}^{−}

Las dos estructuras canónicas de NO_{2}^{−} que contribuyen a la resonancia híbrida mostrada arriba.

El ion nitrito es NO2−. Es un anión angular con una configuración electrónica y una disposición angular similar a la del ozono. Los nitritos pueden formar sales o ésteres a partir del ácido nitroso (HNO2). En la naturaleza los nitritos aparecen por oxidación biológica de las aminas y del amoníaco o por reducción del nitrato en condiciones anaeróbicas. En la industria pueden obtenerse al disolver N2O3 en disoluciones básicas.
Tratándose de sales de un ácido débil, en contacto con ácidos fuertes como el ácido sulfúrico se libera el ácido nitroso inestable que en disolución ácida está en equilibrio con el ion nitrosonio (NO+). Este interviene en diversas reacciones de sustitución electrofílica y en reacciones de síntesis de colorantes diazoicos.

## Aplicaciones
Los nitritos forman parte de muchas formulaciones de sales para salar carnes (E249 = nitrito de potasio; E250 = nitrito de sodio). Se debe a su capacidad de mantener un color rojizo deseado en la materia prima ya que reaccionan con la mioglobina de la carne. Sin embargo, la concentración debe ser baja ya que hay sospechas de que favorecen el desarrollo de cáncer. Además por su interacción con la hemoglobina resultan tóxicos.
Los nitritos son productos de partida en la síntesis de diversos compuestos químicos, sobre todo compuestos diazo.
En medicina se utilizan como antiespasmódicos y como antídoto en caso de envenenamientos por cianuro de potasio, causando vasodilatación. El suministro de nitrito transforma parcialmente la hemoglobina en estado Fe+2 a hemoglobina en estado Fe+3 (metahemoglobina), que tiene alta afinidad por cianuro, retirando el cianuro de la cadena respiratoria, lo que posibilita la respiración celular.

## Toxicidad y medio ambiente
Los nitritos resultan ser tóxicos para los peces. Una concentración de 0,2-0,4 mg/l mata al 50 % de una población de truchas. Se nota una mortandad elevada de peces a partir de 0,15 mg/L.

## Toxicidad y salud
La alta ingesta de nitritos puede tener diversas consecuencias en el organismo, una de éstas está relacionada con el poder oxidante del nitrito, este tiene la propiedad de oxidar la hemoglobina a metahemoglobina y de esta forma ya no es apta para desempeñar su papel transportador de oxígeno y ocasiona una hipoxia a nivel de los tejidos.
En los adultos el organismo es capaz de contrarrestar esta situación debido a un sistema enzimático que es apto para efectuar la reacción inversa y transformar la metahemoglobina en hemoglobina reducida (sistema metahemoglobina reductasa), sin embargo los niños no poseen este equipamiento y los riesgos de intoxicación son más graves.
N-Nitrosaminas
Otra vertiente de la intoxicación de los nitritos es  al formar N-nitrosaminas, sustancias que son agentes cancerígenos. Existen dos posibilidades de formación de N-nitrosaminas: en el alimento o en el propio organismo. En el primer caso, el riesgo se limita a aquellos productos que se calientan mucho durante el procesamiento, por ejemplo tocino, o que son ricos en aminas nitrosables, como el pescado y productos fermentados.
El pH ácido del estómago favorece la formación de las N-nitrosaminas a partir de nitritos y aminas secundarias pues se ha observado que los nitritos en presencia de las condiciones ácidas del estómago, llevan a cabo una nitrosación. También algunas bacterias son productoras de enzimas nitratoreductasas, capaces de reducir cantidades considerables de nitrato en N-nitrosaminas. Dicha catálisis bacteriana puede ser provocada por bacterias desnitrificantes como la Pseudomonas aeruginosa, Neisseria y no desnitrificantes como Escherichia coli capaces de incrementar la biosíntesis de compuestos N-nitroso en el estómago.
Se conocen al momento dos alternativas principales para evitar la formación de nitrosaminas como contaminantes tóxicos en los alimentos, la primera reducir el uso de nitritos o nitratos la mayor cantidad posible, y una segunda posibilidad es el empleo de aditivos químicos que bloqueen el mecanismo de formación de N-nitrosaminas como el ácido ascórbico y los tocoferoles.
Toxicocinética de las Nitrosaminas
Las N-nitrosaminas se absorben a través de la piel, aunque con menor rapidez y en un porcentaje más bajo que por el tracto gastrointestinal y la vejiga. Hay también poca absorción por el estómago. Tras su absorción las N-nitrosaminas se distribuyen por el torrente circulatorio y de la sangre desaparecen prácticamente a las 8 horas. Se excretan antes de las 24 horas por vía renal.
Las nitrosaminas sufren biotransformación en el organismo. La vía principal para la activación metabólica es la acción de las enzimas microsomales hepáticas vinculadas a la acción del citocromo P-450 que determinan un metabolismo oxidativo. La activación metabólica de las nitrosaminas juega un papel determinante es sus efectos biológicos y para la salud.
Es muy difícil decidir si la exposición endógena de nitrosaminas causa una mayor exposición a los compuestos formados previamente en diversos medios externos, pero se estima que al menos la exposición endógena es no menos de diez veces superior a su exposición exógena.

## Determinación
El nitrito presente en el agua se determina por diazotación con sulfanilamida y copulación con clorhidrato de N-(1-naftil)-etilendiamina, para formar un colorante azoico de gran intensidad que se mide espectrofotométricamente a una longitud de onda de 540 nm. Esta reacción, propuesta por Griess tiene su lugar en la historia de la Química por el hecho de ser la primera reacción de identificación en la que se empleó un reactivo orgánico, pues hasta ese momento solo se empleaban reactivos inorgánicos. También puede determinarse añadiendo al agua reactivo de Zambelli y midiendo la muestra espectrofotométricamente a 450 nm.

## Nitritos orgánicos

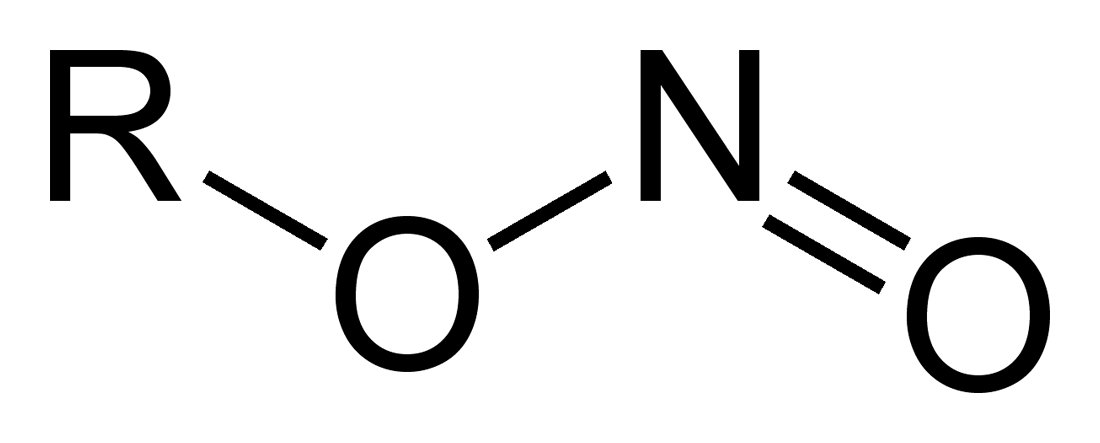
Estructura del grupo funcional nitrosoo (RONO).

En química orgánica, los nitritos son ésteres de ácido nitroso y contienen al grupo funcional nitroso. Poseen la fórmula general RONO, donde R es un grupo arilo o alquilo. Al nitrito de amilo se lo usa en medicina para tratamientos de enfermedades del corazón.
No debe confundirse a los nitritos con los nitratos, las sales de ácido nítrico, o con nitroderivados, a pesar de que comparten la fórmula RNO2. No debe confundirse al anión nitrito NO2− con el catión nitronio NO2+.